# Coniothyrium batumense
Coniothyrium batumense är en svampart som beskrevs av Siemaszko 1923. Coniothyrium batumense ingår i släktet Coniothyrium och familjen Leptosphaeriaceae.   Inga underarter finns listade i Catalogue of Life.